# Friedrich Fromm
Friedrich Fromm (Berlín, 8 de octubre de 1888 - 12 de marzo de 1945) fue un general alemán involucrado en el atentado del coronel Claus von Stauffenberg o complot del 20 de julio, el principal de los atentados contra Hitler.

## Biografía
Friedrich Fromm sirvió como teniente en el ejército alemán durante la Primera Guerra Mundial. No tuvo mayor participación destacable entre las guerras en la Reichswehr y asumió cargos administrativos hasta que en la Segunda Guerra Mundial fue ascendido a comandante en jefe del Ejército de Reserva en Berlín, en Bendlerstrasse. 
Era además el enlace con el Instituto de Física Kaiser Wilhelm, donde se realizaron estudios previos de la bomba atómica y el receptor de los requerimientos logísticos del ejército. 
En ese cargo mantuvo también una activa comunicación con el ministro de armamentos Albert Speer, a quien informaba sobre lo que pasaba  en el  Frente Oriental.

## La Operación Valkiria
Fromm fue invitado por Stauffenberg a unirse al complot contra Hitler en el denominado Plan Valkiria que estaba liderado en la parte militar por el general Friedrich Olbricht, el general Beck, el general von Tresckow y el anciano mariscal von Witzleben, y Stauffenberg. 
Si bien es cierto que Fromm había determinado su participación en el vasto plan, demostró siempre cierto grado de ambivalencia, ambigüedad y tibieza y se protegió contra un probable fracaso de este no poniendo su nombre en ninguna de las listas que él mismo confeccionó para el futuro gobierno. En una de estas listas involucró al ministro de armamentos Albert Speer de quien era amigo personal, con la anotación: - ¿ si fuera posible ? -, anotación que salvaría la vida a Speer.
El enlace de Fromm con el General von Tresckow era el coronel von Stauffenberg, su jefe de estado mayor y observaciones y ejecutor del atentado.
Fromm fue uno de los primeros en enterarse, por una llamada desde Rastenburg del general Erich Fellgiebel, acerca del fracaso del atentado contra Hitler el 20 de julio de 1944, y cuando esa tarde se presentaron los generales Beck y von Witzleben para pedirle que ejecutara su parte del plan Valkiria, Fromm astutamente hace una llamada telefónica a Rastenburg y conversa con el mariscal de campo Wilhelm Keitel, y este (ajeno a la conjura) le aseguró que Hitler estaba vivo, además de preguntarle por el paradero del coronel Claus von Stauffenberg. Fromm al tener la certeza de que Hitler estaba vivo, pudo haberse desentendido de la conspiración, rehusando ponerse a las órdenes de los conjurados.
Estos hicieron encerrar a Fromm en una habitación e intentaron tomar el control del ejército de reserva. Sin embargo, el mayor Otto Remer al presentarse a arrestar a Goebbels fue convencido por este de que Hitler seguía vivo: de hecho el Führer estaba al teléfono y habló con Remer. 
Una vez liberado del encierro cuando tropas leales a Hitler tomaron el Bendlerblock (la sede del alto mando militar donde se reunieron los conspiradores), Fromm llamó a Himmler y le informó que estaba juzgando sumariamente a los cabecillas del atentado y cortó la comunicación. Fromm acusó de alta traición a los militares que podían implicarlo en su participación en el plan Walkiria: al general Beck, al coronel von Stauffenberg, al teniente von Haeften, al general Olbricht y al coronel von Mertz, y los condenó a muerte. Otra hipótesis es que al menos estas ejecuciones evitarían a los conjurados la humillación de un inevitable juicio público.
Beck pidió un suicidio honorable pero después de intentarlo dos veces fue ultimado por un suboficial. Fromm hizo sacar a los otros cuatro de los implicados en el frustrado golpe de Estado al patio y los hizo fusilar unos minutos después de la medianoche del viernes 21 de julio de 1944 a la luz de los focos de unos camiones. 
Después Fromm despachó un télex: "Intento de golpe de unos generales irresponsables sangrientamente sofocado. Todos los cabecillas fusilados. Firmado: Fromm". Entonces salió al patio, subió a un camión y lanzó tres "Heil Hitler!". 
Himmler y Goebbels llegaron una hora más tarde a la Bendlerstrasse de Berlín. Himmler le hizo notar a Fromm sus prisas por ejecutar a los conjurados. El coronel Remer (Hitler lo había ascendido de mayor a coronel mientras hablaban por teléfono) telefoneó por segunda vez a Hitler y este le ordenó detener a Fromm por sospechas, pues resultaba muy extraño que Fromm, al ser un superior del propio Stauffenberg, ignorase las vastas actividades conspirativas de su subordinado, lo cual significaba una negligencia grave o una complicidad. Speer intentó interceder a favor de Fromm ante Hitler, pero fue ignorado.
Ese mismo día, las SS encontraron las listas de un futuro gobierno en la caja fuerte de Fromm en la Bendlerstrasse, prueba de que al menos estaba muy enterado de la existencia de un planeado golpe de Estado. 
Fromm fue juzgado por alta traición por el juez Roland Freisler del "Tribunal del Pueblo" (en alemán: Volksgerichtshof), pero si bien en el proceso no se pudo demostrar su directa vinculación con la conjura sí quedaba probado su conocimiento sobre el plan conspirativo, del cual nunca advirtió a los altos jefes nazis. Freisler consideró que la conducta de Fromm implicaba una gravísima complicidad al no delatar los conjurados, y lo condenó a la horca, pero Hitler exigió que Fromm fuese ejecutado por un pelotón de fusilamiento por "cobardía ante el enemigo", lo cual se cumplió el 12 de marzo de 1945.